# Глаза чужого мира
«Глаза чужого мира» (англ. The Eyes of the Overworld) — книга Джека Вэнса, опубликованная в 1966 году. Это вторая книга из серии, относящейся к миру «Умирающая Земля». В отличие от предыдущей книги, «Глаза чужого мира» представляет собой цельное повествование с единой сюжетной линией.
В 1974 году Майкл Ши написал авторизованное продолжение приключений Кугеля — «В поисках Симбилиса». В 1983-м Джек Вэнс написал своё собственное продолжение — «Сага о Кугеле», и таким образом появились две альтернативные версии дальнейшего развития истории.

## Сюжет
По совету торговца Фианостера, вор-авантюрист Кугель пытается ограбить дом могущественного мага Юкоуну, известного также как «Смеющийся Маг» за своё чувство юмора. Будучи пойман, в обмен на свою свободу Кугель соглашается выполнить поручение волшебника и достать для него волшебный касп (линзу), ранее использовавшуюся божеством из Верхнего Мира Андерхердом для наблюдения за миром Земли. Чтобы гарантировать возвращение Кугеля и исполнение поручения, Юкоуну помещает в его тело разумного паразита, покрытого шипами и колючками — Фиркса, затем использует заклинание для переноса Кугеля в отдалённую землю Катц.
На берегу моря Кугель находит два поселения. Глаза жителей одного из них покрыты волшебными линзами и они проводят свои дни в праздности, жители другой деревни занимаются снабжением первой продуктами питания и всем необходимым в обмен на право получить волшебные линзы после смерти кого-либо из их владельцев и самим переселиться в эту деревню. Также Кугель узнает, что каспы изменяют восприятие окружающей реальности, значительно приукрашивая её. Таким образом, ветхие лачуги кажутся владельцам каспов роскошными дворцами, чечевица и вяленая рыба — изысканными и разнообразными блюдами, и т. д. Воспользовавшись смертью одного из обладателей каспов, Кугель крадет одежду крестьянина из соседней деревни и выдает себя за первого в очереди претендента на получение каспов. Раздобыв одну линзу, Кугель спасается бегством от разгневанных жителей поселения.
Через некоторое время, идя по берегу моря, он видит старика, терпеливо просеивающего песок через сито, в поисках амулета, потерянного его предком, правителем Дома Домбера. Во время разговора Кугель находит этот самый амулет, но не отдает его Слаю, поскольку тому нечего предложить взамен. От морских жителей Кугель узнает, что старика зовут Слай и после потери амулета род Слая утратил своё положение, а Домбером в настоящее время правит Дерве Кореме. На ночь Кугель находит укрытие во дворце Дерве Кореме, где его, благодаря амулету, принимают за правителя Дома Домбер, пришедшего заявить о своих правах. Однако вскоре Дерве Кореме понимает, что Кугель самозванец и не умеет пользоваться заключенной в амулете магией. Она приказывает стражнику отрубить руку Кугелю и забрать амулет. Появившийся Слай через амулет вызывает демона и приказывает ему убить всех в комнате кроме него. Кугелю приходится отдать амулет Слаю. Став владельцем амулета, Слай изгоняет Кугеля и Дерве Кореме из Домбера.
Через некоторое время Кугель и Дерве Кореме выходят на берег реки, где встречают группу людей, называющих себя бузиаками. В обмен на переправу через реку и указание дороги через лес (которые на самом деле оказались всего лишь мелкой речкой и небольшой рощей деревьев) они требуют у Кугеля отдать женщину. Кугель соглашается, несмотря на протесты последней. Уже отдав Дерве Кореме Кугель начинает понимать что бузиаки ловко провели его, но под влиянием наступающих сумерек решает продолжить путь. Взяв в плен напавшего на него деоданда, Кугель заставляет его служить проводником и приходит в небольшое поселение в горах Магнаца под названием Вулл.
Приход Кугеля совпал с казнью дозорного, исполнявшую традиционную обязанность по охране поселка от легендарного великана Магнаца. Гетман поселка значительно приукрасил Кугелю преимущества вакантной должности, и он соглашается стать новым дозорным. В итоге Кугель оказался вновь обманутым: он заперт в башне высоко над поселком, где единственным его развлечением становится наблюдение за окрестностями и откуда он не может спуститься самостоятельно. Он получает скудную еду и ничего из обещанных гетманом богатств и власти. Через некоторое время Кугель сумел бежать из башни. Похитив из поселка девушку по имени Марлинка (которая по обещанию гетмана должна была стать его женой) и мешок с драгоценностями, Кугель плывет в лодке через озеро. В это время сбывается древнее пророчество: как только поселок останется без дозорного, Магнац вернется. Пробудившийся Магнац встает со дна озера и движется в Вулл. В поднявшемся волнении лодка опрокидывается, Марлинка гибнет, Кугелю с трудом удается добраться невредимым до берега.
По дороге домой Кугель сталкивается с другими разнообразными опасностями, которых ему удаётся избежать, преимущественно, благодаря своей хитрости и умению использовать окружающих людей к своей собственной выгоде.
По возвращении в Альмери в особняке Юкоуну Кугель обнаруживает, что каким-то образом паразит того же рода, что и Фиркс, завладел телом Юкоуну. Сумев этим воспользоваться, Кугель берет Юкоуну в плен, запечатывает его в сосуд, и становится хозяином особняка и всех его богатств. Через некоторое время Кугель решает наказать Юкоуну, отправив его в изгнание подобное тому которому подвергся сам. Однако при прочтении заклинания на крыше особняка он путает слова и вместо Юкоуну вызванный демон хватает самого Кугеля. После длительного путешествия демон бросает Кугеля на берегу моря в том же самом месте, в котором он оказался в начале повествования.